# ان‌جی‌سی ۷۰۶۵
ان‌جی‌سی ۷۰۶۵ (انگلیسی: NGC 7065) یک کهکشان مارپیچی میله‌ای است که در فاصله ۳۲۰ میلیون سال نوری از زمین در صورت فلکی دلو قرار دارد. کهکشان NGC 7065 بخشی از یک جفت کهکشان است که شامل کهکشان NGC 7065A است. کهکشانNGC 7065 توسط ستاره شناس آلبرت مارت در ۳ اوت ۱۸۶۴ کشف شد.